# Il mondo della luna (Haydn)
Il mondo della luna (deutscher Titel: Die Welt auf dem Monde bzw. Die Welt auf dem Mond, Hob. XXVIII:7) ist eine Oper (Originalbezeichnung: „Dramma giocoso“) in drei Akten und vier Bildern von Joseph Haydn (Musik) mit einem Libretto eines unbekannten Bearbeiters nach Carlo Goldonis Libretto Il mondo della luna zur gleichnamigen Oper von Baldassare Galuppi von 1750. Die Uraufführung fand vermutlich am 3. August 1777 im Opernhaus von Schloss Eszterháza statt.

## Handlung

### Erster Akt
Sternenbedeckte Nacht, Vollmond; eine Terrasse oberhalb von Eccliticos Haus; in der Mitte ein Turm; ein großes Fernrohr
Szene 1. Der angebliche Astrologe Ecclitico will seinen vier Schülern durch das Fernrohr die Annäherung des Mondes an die Sonne zeigen (Chor: „O luna lucente“ – Chor: „Prendiamo, fratelli“). Während die Schüler das Fernrohr auf den Turm bringen, freut sich Ecclitico über seine lukrative Betrugsmasche. Sein nächstes Opfer soll der soeben eintreffende Buonafede werden.
Szene 2. Ecclitico macht Buonafede weis, dass der Mond bewohnt sei und man durch das Fernrohr die Menschen dort beobachten könne. Buonafede betritt neugierig das Observatorium.
Szene 3. Das vermeintliche Teleskop ist in Wirklichkeit eine Apparatur Eccliticos. Sie zeigt lediglich manipulierte Bilder, die seine beiden Diener Claudio und Pasquino mit kleinen Figuren erzeugen. Buonafede berichtet begeistert von seinen Beobachtungen: einem Mädchen, das einen alten Mann liebkost, einem Ehemann, der seine Frau verprügelt, und einem Liebhaber, der seine Geliebte an der Nase herumführt – alles sei viel besser als auf der Erde (Cavatinen „Ho veduto una ragazza“, „Ho veduto un buon marito“ und „Ho veduto dall‘amante“). Aus Dankbarkeit gibt er Ecclitico eine Geldbörse, verspricht, am nächsten Tag wiederzukommen und geht zufrieden ab (Arie: „La ragazza col vecchione“).
Szene 4. Eccliticos eigentliches Ziel ist nicht das Geld, sondern Buonafedes eifersüchtig bewachte Tochter Clarice, deren Hand ihm bisher verweigert wurde. Sein Freund Ernesto liebt dessen zweite Tochter Flaminia und sein Diener Cecco dessen Zofe Lisetta. Die beiden unterstützen Ecclitico auch finanziell bei dem Plan, die Mädchen dem Vater zu entreißen. Ecclitico hat sich dazu der Hilfe eines Mechanikers versichert (Arie Ecclitico: „Un poco di denaro“).
Szene 5. Ernesto hofft auf einen baldigen guten Ausgang der Aktion (Arie Ernesto: „Begli occhi vezzosi“).
Szene 6. Cecco lacht über die leichtgläubigen Menschen (Arie Cecco: „Mi fanno ridere“).
Zimmer im Haus Buonafedes mit einer offenen Loggia, einem kleinen Tisch, Lichtern und Stühlen
Szene 7. Die Schwestern Clarice und Flaminia sehnen sich danach, das Vaterhaus zu verlassen und zu heiraten. Clarice liebt Ecclitico vor allem wegen seines zeitaufwendigen Hobbys, das ihr Zeit lassen würde, eigenen Interessen nachzugehen. Die beiden wollen notfalls auch ohne Einverständnis ihres Vaters heiraten. Die Liebe hat nun einmal größere Macht als die Vernunft (Arie Flaminia: „Ragion nell’alma siede“).
Szene 8. Buonafede wirft Clarice vor, ohne seine Erlaubnis ihr Zimmer verlassen zu haben, und droht mit einer Strafe. Sie will sich auf keinen Fall einschüchtern lassen. Wenn ihr Vater ihr keinen Mann verschafft, sucht sie sich selbst einen nach ihrem eigenen Geschmack (Arie Clarice: „Son fanciulla da marito“).
Szene 9. Buonafede versucht, die Gunst seiner Zofe Lisetta zu erlangen, indem er ihr verspricht, sie ebenfalls durch Eccliticos Fernrohr blicken zu lassen. Die gerissene Lisetta ist allerdings nur hinter seinem Geld her (Arie Lisetta: „Una donna come me“).
Szene 10. Ecclitico verabschiedet sich von Buonafede mit der Behauptung, der Kaiser des Mondes habe ihn eingeladen, Mondbürger zu werden. Auf dem Mond lebe ein Astronom wie er selbst, der ihm durch die Fernrohre einen Trank geschickt habe, der ihn so leicht mache, dass er dorthin fliegen könne. Er gibt Buonafede auf dessen Drängen von diesem Wundermittel, bei dem es sich in Wirklichkeit um einen Schlaftrunk handelt. Die Wirkung tritt sofort ein. Während Buonafede einschläft, suggeriert ihm Ecclitico den Flug zum Mond (Finale: „Vado, vado; volo, volo“).
Szene 11. Clarice und Lisetta erschrecken, als sie ihren Vater in diesem Zustand vorfinden. Sie eilen fort, um Riechsalz zu holen. Unterdessen lässt Ecclitico den Schlafenden von seinen Dienern in seinen Garten bringen. Nach deren Rückkehr zeigt er den Mädchen ein fingiertes Testament Buonafedes, das sie schnell beruhigt, da es ihnen eine großzügige Mitgift verheißt.

### Zweiter Akt
Wunderschöner Garten im Haus Eccliticos, der als Welt auf dem Mond umgestaltet wurde; darin einige seltsame astronomische Geräte, die Buonafede täuschen sollen
Szene 1. Buonafede schläft auf einem Bett aus Blumen. Der sonderbar gekleidete Ecclitico erklärt Ernesto seinen Plan, in den auch die beiden Schwestern eingeweiht sind. Nur Lisetta ist nicht einbezogen. Sie soll ebenfalls glauben, sich auf dem Mond zu befinden. Wenn alles klappt, wird es am Ende eine dreifache Hochzeit geben.
Szene 2. Während sich Ernesto zurückzieht, um seine eigene Rolle vorzubereiten, weckt Ecclitico Buonafede mit Riechsalz und zeigt ihm die wunderbare Welt auf dem Mond. Blumen blühen, Nachtigallen singen, und ein Windhauch erzeugt „süße Harmonien“ (Ballett).
Szene 3. Nach einem Tanz von Nymphen (Ballett) erscheinen vier Kavaliere mit Gefolge und überreichen die Buonafede die Kleidung, in der er vor den Kaiser treten soll (Chor: „Uomo felice“). Ecclitico bittet ihn, einen Moment zu warten, während er ihn ankündigt. Er verspricht, dass auch seine Töchter und die Zofe kommen werden. Damen hätten hier besondere Rechte, da ihre Gedanken vom Mond beeinflusst werden (Arie Ecclitico: „Voi lo sapete“).
Szene 4. Buonafede glaubt Ecclitico jedes Wort.
Szene 5. Im Hintergrund ziehen vier seltsam gekleidete Männer einen Triumphwagen, auf dem der als Kaiser verkleidete Cecco sitzt, zu seinen Füßen der als Held gekleidete Ernesto mit einem Stern an der Stirn. Buonafede schaut bewundernd zu. Der Wagen nähert sich zu den Klängen eines Marsches und hält in der Mitte der Bühne an. Ecclitico hilft Cecco mit unterwürfigen Gesten beim Ausstieg. Obwohl Buonafede die Ähnlichkeit des Helden mit Ernesto auffällt, lässt er sich schnell überzeugen, dass es sich um einen Doppelgänger mit Namen Hesperos („Morgenstern“) handle. Er bittet darum, auch die drei Frauen kommen zu lassen. Cecco verspricht ihm dies unter der Bedingung, dass die Zofe ihm selbst dienen solle. Er habe sie bereits durch ein Gerät auf der Erde gesehen. Überhaupt mache es den Menschen auf dem Mond viel Spaß, die Narreteien der Erdmenschen zu beobachten (Arie Cecco: „Un avaro suda e pena“). Er steigt auf seinen Wagen und fährt mit seinem Gefolge davon.
Szene 6. Ernesto fragt Buonafede nach seinen beiden Töchtern und erzählt ihm, wie man auf dem Mond mit den Frauen umgeht (Arie Ernesto: „Qualche volta non fa male“).
Szene 7. Buonafede besichtigt die wunderbare Welt des Mondes. Ein Echo antwortet ihm auf seine Fragen (Arie Buonafede: „Che mondo amabile“).
Szene 8. Zwei Männer bringen Lisetta, deren Augen verbunden sind, herbei. Ecclitico löst ihr die Binde und erklärt ihr, dass sie auf den Mond gebracht wurde, um den dortigen Kaiser zu heiraten. Sie glaubt ihm nicht.
Szene 9. Buonafede begrüßt seine Zofe, versichert ihr, dass sie tatsächlich auf dem Mond sind, und liebkost sie (Duett Lisetta/Buonafede: „Non aver di me sospetto“).
Szene 10. Cecco stellt sich Lisetta als Mondkaiser vor, lässt einen Thron für zwei Personen herbeischaffen und fordert sie auf, als Kaiserin darauf Platz zu nehmen. Obwohl Buonafede dies nicht gefällt, kann er dies nicht verhindern. Cecco führt Lisetta zum Thron (Recitativo accompagnato und Arie Lisetta/Cecco: „Lei è mio“ – „Se lo comanda“) und versichert Buonafede, dass auch seine beiden Töchter bald eintreffen werden.
Szene 11. Beim folgenden Ballett erscheinen Flaminia und Clarice in einer Maschine. Buonafede hilft ihnen beim Ausstieg. Cecco und Lisetta bleiben auf dem Thron sitzen. Auch Ernesto und Ecclitico treffen ein. Nach der Begrüßung bittet Cecco Ernesto, Flaminia in ihre Gemächer zu führen und in die hiesigen Gebräuche einzuweisen (Arie Flaminia: „Se la mia stella“).
Szene 12. Cecco ernennt Ecclitico zum Zeremonienmeister Clarices, und auch diese beiden gehen zufrieden ab (Arie Clarice: „Quanta gente che sospira“).
Szene 13. Cecco lässt die Vorbereitungen für seine Hochzeit mit Lisetta beginnen.
Szene 14. Ecclitico verkündet, dass alles bereit ist.
Szene 15. Ernesto und zwei Pagen bringen zwei Tabletts mit Zepter und Krone (Finale: „Al comando tuo lunatico“), und Cecco krönt Lisetta eigenhändig. Alle machen sich in einer fiktiven Mondsprache über Buonafede lustig.
Szene 16. Nachdem auch Clarice und Flaminia zurückgekehrt sind, verfügt Cecco, dass jetzt auch diese beiden verheiratet werden sollen, wozu Buonafede sicher eine großzügige Mitgift bereitstellt. Diesem bleibt nichts anderes übrig, als den Schlüssel zu seinem Geldschrank herauszugeben und der Hochzeit Clarices mit Ecclitico und Flaminias mit Ernesto zuzustimmen. Da nun alle ihre Ziele erreicht sind, klären die Verschwörer die Komödie auf. Der getäuschte Buonafede rast vor Zorn.

### Dritter Akt
Raum im Haus Eccliticos
Szene 1. Alle tragen wieder ihre normale Kleidung. Obwohl das Spiel beendet ist, wollen Ecclitico, Ernesto und Cecco ihr Opfer Buonafede nicht gehen lassen, bis er ihnen verziehen hat. Nach längerem Betteln und nachdem Ecclitico ihm den Schlüssel zurückgegeben hat, gibt Buonafede schließlich nach.
Szene 2. Zuerst erfährt Clarice von ihrem Glück. Sie kann Ecclitico jetzt endlich in die Arme schließen (Duett Clarice/Ecclitico: „Un certo ruscelletto“).
Szene 3. Auch die anderen treten ein. Buonafede hat jeder Tochter 6000 Scudi als Mitgift ausgesetzt, und sogar die Zofe Lisetta erhält 1000 Scudi. Alle feiern ihr Glück, das heute vom Mond auf die Erde kam (Finale: „Dal mondo della luna“).

## Handlung der Fassung von Mark Lothar, 1932
Der junge Leandro ist bis über beide Ohren in Clarissa, die Tochter des reichen Kaufmanns Buonafede, verliebt. Dieser aber lehnt sein Werben kategorisch ab. Glücklicherweise hat Leandros Diener Cecco einen Doktor aus Bologna kennengelernt, der ihm Hilfe verspricht.
Buonafede liebt es, nachts den Himmel zu beobachten. Dabei hat es ihm besonders der Mond angetan. Allzu gerne wüsste er, wie es sich wohl da oben leben lässt. Da kommt es ihm gerade recht, dass ihm der Doktor aus Bologna ein Fernrohr verkaufen möchte, mit dem er auf dem Erdtrabanten die kleinsten Details erkennen kann. Das Ergebnis überrascht Buonafede. Der Doktor hakt nach und erklärt dem Kaufmann, er könne auf den Mond fliegen. Falls er mitkommen wolle, sei er willkommen. Buonafede ist von dem Plan begeistert und stimmt zu. Heimlich verabreicht der Doktor seinem Opfer einen Schlaftrunk. Als dieser seine Wirkung entfaltet, wird Buonafede in des Doktors Garten verfrachtet.
Eine Maschine erzeugt Blitz und Donner. Buonafede erwacht. Jetzt wird ihm vorgegaukelt, er befinde sich auf dem Mond. Doch die Welt auf dem Monde ist alles andere als schön. Buonafede muss mit ansehen, wie ein verliebtes Paar bösen Mächten entflieht und dabei getrennt wird. Das verzweifelte Mädchen stürzt sich in den Mondfluss. Als ihr Geliebter hinzukommt und fühlt, dass er seine Liebste nicht mehr zu retten vermag, wird er wahnsinnig.
Eigentlich hätte dieses Theater bezwecken sollen, dass Buonafede in Rührung verfällt und dem jungen Paar seinen Segen erteilt, aber Buonafede ist alles andere als gerührt. Darüber gerät Cecco, der den Beherrscher des Mondes spielt, derart aus seiner Rolle, dass Buonafede den Schwindel erkennt, den man ihm vorgespielt hat. Jetzt ist er noch unversöhnlicher als vorher. Erst als ihm klargemacht wird, dass er von der ganzen Stadt als Trottel verlacht würde, falls die Wahrheit ans Licht käme, lässt er sich umstimmen, sodass dem Happy End nichts mehr im Wege steht.

## Gestaltung
Wie ungefähr die Hälfte von Haydns Opern ist auch Il mondo della luna gattungsmäßig nicht eindeutig dem buffo- oder seria-Bereich zuzuordnen. Die Handlung deutet auf eine Opera buffa hin, doch die Musik und einige Charaktere passen eher zu einer Opera semiseria. Eindeutige Buffo-Charaktere („parti buffi“) sind lediglich die Dienstleute Cecco und Lisetta. Auch das Duett Lisetta/Buonafede „Non aver di me sospetto“ ist buffoesk. Nur wenig komisch sind dagegen die Arien von Clarice und Ecclitico. Bei ihnen handelt es sich um „parti di mezzo carattere“. Die Arien von Flaminia und Ernesto sind ernsthaft („parti serie“). Letzterer wurde nach alter Opera-seria-Tradition bei der Uraufführung von einem Kastraten gesungen. Ein Stilbruch entsteht allerdings dadurch, dass die beiden im Finale des zweiten Akts, dessen Text nicht von Goldoni selbst stammt, ebenfalls die Mondsprache verwenden. Im ersten komischen Finale dagegen fehlt die ernste Flaminia, obwohl auch sie sich um ihren Vater sorgen müsste. Auf dem Mond ist die irdische Status-Hierarchie satirisch umgedreht. Daher herrscht hier der Diener Cecco als Kaiser.
Drei unterschiedlich instrumentierte Intermezzi (Nr. 6a/e/i, I:3) in verschiedenen Tonarten kennzeichnen Buonafedes Begeisterung beim Blick auf die Mondwelt. Deren „süße Harmonien“ werden von den Fagotten und Hörnern erzeugt.
Den Schwebezustand von Buonafedes halluzinierter Reise zum Mond im ersten Finale stellte Haydn mit schnellen sich wiederholenden Zweiunddreißigstel-Figuren dar. Markant ist auch die Vertonung der Schlussworte des ersten Akts „Viva chi vive. Chi è morto è morto“.
In seiner Arie „Che mondo amabile“ (Nr. 39, II:7) konzertiert Buonafede pfeifend mit acht Blasinstrumenten.
Eine Besonderheit dieser Oper sind die Instrumentalsätze – drei Ballette und ein Marsch – im zweiten Akt. In einem dieser Ballette gibt es einen Echo-Effekt zwischen Streichern und Bläsern außerhalb der Bühne.
Dem Mond wies Haydn gleich zwei Tonarten zu. Es-Dur steht für seine Bedeutung als Wunschbild, D-Dur dagegen für die Welt auf dem Mond. Besonders deutlich wird diese Unterscheidung in Buonafedes „Fernrohr“-Arie des ersten Akts, in der das Gesehene in D-Dur dargestellt ist, sein daraus resultierendes Begehren wie auch seine fiktive Reise zum Mond im ersten Finale dagegen in Es-Dur.

### Orchester
Die Orchesterbesetzung der Oper enthält die folgenden Instrumente:
- Holzbläser: zwei Flöten, zwei Oboen, zwei Fagotte
- Blechbläser: zwei Hörner, zwei Trompeten
- Pauken
- Cembalo
- Streicher
- Basso continuo
- Bühnenmusik: zwei Fagotte, zwei Hörner
- In der Urfassung zusätzlich: „Pfeiferl“ (Kinderinstrument oder Piccoloflöte)

### Musiknummern
Im Klavierauszug von Bärenreiter sind die folgenden Musiknummern angegeben (in eckigen Klammern die verbreitete alternative Nummerierung):
- Nr. 1. Sinfonia

Erster Akt
1. Szene
- Nr. 2a [1a]. Chor (Ecclitico, Die Scholaren): „O luna lucente“ – „O Göttin des Mondes“
- Nr. 2b. Rezitativ (Ecclitico): „Basta, basta, discepoli“ – „Nun genug, meine Lieben“
- Nr. 2c [1b]. Chor (Die Scholaren): „Prendiamo, fratelli“ – „Wohlan denn, Gefährten“
- Nr. 3. Rezitativ (Ecclitico): „Oh le gran belle cose“ – „Nichts kann doch dumm genug sein“

2. Szene
- (Rezitativ) (Bonafede,[A 1] Ecclitico): „Si puol entrar?“ – „Erlaubt Ihr, mein Herr?“

3. Szene
- Nr. 4 [2]. (Ecclitico, Die Scholaren, Bonafede) „Servitor obbligato“ – „Meinen Gruß, euch ergeben“
- Nr. 5. Rezitativ (Ecclitico): „Olà, Claudio, Pasquino“ – „Holla, Claudio, Pasquino“
- Nr. 6a [3a]. [Intermezzo I]
- Nr. 6b. Rezitativ (Ecclitico, Bonafede): „Il signor Bonafede“ – „Der Signor Bonafede“
- Nr. 6c [3b]. Cavatina (Bonafede): „Ho veduto una ragazza“ – „Eine junge, reizende Schöne“
- Nr. 6d. Rezitativ (Ecclitico): „Se una ragazza“ – „Wenn eine Junge“
- Nr. 6e. [Intermezzo II]
- Nr. 6f [3c]. Rezitativ (Bonafede, Ecclitico): „Ho veduto, ho veduto“ – „Ach, was hab ́ ich gesehen“
- Nr. 6g [3d]. Cavatina (Bonafede): „Ho veduto un buon marito“ – „Eben sah ich einen Braven“
- Nr. 6h. Rezitativ (Ecclitico): „Volesse il ciel“ – „Der Himmel geb‘“
- Nr. 6i. [Intermezzo III]
- Nr. 6j [3e]. Rezitativ (Bonafede, Ecclitico): „Oh questa assai mi piace!“ – „Oh, das gefällt mir sehr gut“
- Nr. 6k [3f]. Cavatina (Bonafede): „Ho veduto dall‘amante“ – „Ja, ich sah, wie der Geliebte“
- Nr. 7. Rezitativ (Ecclitico, Bonafede): „E qui ancora si useria“ – „Es könnte hier wohl auch so gehen“
- Nr. 8 [4]. Arie (Bonafede): „La ragazza col vecchione“ – „Eine Junge mit dem Alten“

4. Szene
- Nr. 9. Rezitativ (Ecclitico, Ernesto, Cecco): „Io la caccia“ – „Meine Absicht“
- Nr. 10 [5]. Arie (Ecclitico): „Un poco di denaro“ – „Ein wenig von dem Gelde“

5. Szene
- Nr. 11. Rezitativ (Cecco, Ernesto): „Costui dovrebbe al certo“ – „Gewiss ist er ein Mann“
- Nr. 12 [6]. Arie (Ernesto): „Begli occhi vezzosi“ – „O Augen, ihr reinen“

6. Szene
- Nr. 13. Rezitativ (Cecco): „Qualche volta il padron“ – „Ab und zu ist mein Herr“
- Nr. 14 [7]. Arie (Cecco): „Mi fanno ridere“ – „Die Armen dauern mich“

7. Szene
- Nr. 15. Rezitativ (Clarice, Flaminia): „Eh venite, germana“ – „Kommt nur, kommt, liebe Schwester“
- Nr. 16 [8]. Arie (Flaminia): „Ragion nell’alma siede“ – „Vernunft regiert die Seele“

8. Szene
- Nr. 17. Rezitativ (Bonafede, Clarice): „Brava, signora figlia!“ – „Gut so, mein Fräulein Tochter“
- Nr. 18 [9]. Arie (Clarice): „Son fanciulla da marito“ – „Bin ein Mädchen, suche einen Mann“

9. Szene
- Nr. 19. Rezitativ (Bonafede, Lisetta): „Se mandarla potessi“ – „Die gehört eine Weile“
- Nr. 20 [10]. Arie (Lisetta): „Una donna come me“ – „Ja, ein Mädchen so wie mich“

10. Szene
- Nr. 21 [11a]. Rezitativ (Bonafede, Ecclitico): „È poi la mia Lisetta“ – „Ja, ja, meine Lisetta“
- Nr. 22 [11b]. Finale [I] (Clarice, Lisetta, Ecclitico, Bonafede): „Vado, vado; volo, volo“ – „Schweben, schweben, fliegen, fliegen“

Zweiter Akt
- Nr. 23 [12]. Sinfonia

1. Szene
- Nr. 24. Rezitativ (Ecclitico, Ernesto): „Ecco qui Bonafede“ – „Ruhe sanft, Bonafede“

2. Szene
- (Rezitativ) (Ecclitico, Bonafede): „Bonafede ancor dorme“ – „Lang genug hat er geschlafen“
- Nr. 25 [13]. [Balletto]
- Nr. 26. Rezitativ (Bonafede, Ecclitico): „Bravi, bravissimi!“ – „Bravo, bravissimo!“
- Nr. 27 [14]. Balletto
- Nr. 28. Rezitativ (Bonafede, Ecclitico): „Oh che ninfe gentili!“ – „O die reizenden Nymphen“

3. Szene
- Nr. 29 [15]. Chor (Ecclitico, Bonafede, 4 Cavalieri): „Uomo felice“ – „Glückliche Menschen“
- Nr. 30. Rezitativ (Bonafede, Ecclitico): „Come avrò a contenermi?“ – „Sagt, wie muss ich mich benehmen?“
- Nr. 31 [16]. Arie (Ecclitico): „Voi lo sapete“ – „Muss ich beschreiben“

4. Szene
- Nr. 32. Rezitativ (Bonafede): „Parmi che dica il vero“ – „Scheint mir, er sagt die Wahrheit“

5. Szene
- Nr. 33 [17]. [Marsch]
- Nr. 34. Rezitativ (Bonafede, Cecco, Ernesto): „Umilmente m’inchino“ – „Ich ersterbe in Ehrfurcht“
- Nr. 35 [18]. Arie (Cecco): „Un avaro suda e pena“ – „Da ein Geizhals plagt sich schwitzend“

6. Szene
- Nr. 36. Rezitativ (Ernesto, Bonafede): „Voi avete due figlie?“ – „Ihr seid Vater zweier Töchter?“
- Nr. 37 [19]. Arie (Ernesto): „Qualche volta non fa male“ – „Manchmal scheint es ganz vernünftig“

7. Szene
- Nr. 38. Rezitativ (Bonafede, Eco): „Io resto stupefatto“ – „Da stehe ich und staune“
- Nr. 39 [20]. Arie [con balletto] (Bonafede): „Che mondo amabile“ – „O Welt, du liebliche“

8. Szene
- Nr. 40. Rezitativ (Lisetta, Ecclitico): „Dove mi conducete?“ – „Wohin wollt ihr mich führen?“

9. Szene
- (Rezitativ) (Lisetta, Bonafede): „Quello è il padrone?“ – „Das soll mein Herr sein?“
- Nr. 41 [21]. Duett (Lisetta, Bonafede): „Non aver di me sospetto“ – „Du wirst mir doch nicht misstrauen“

10. Szene
- Nr. 42a. Rezitativ (Cecco, Bonafede, Lisetta): „Olà, presto, fermate“ – „Holla! Schnell bringt mir wieder“
- Nr. 42b [22a]. Recitativo accompagnato (Lisetta, Cecco): „Lei è mio“ – „Ihr seid mein“
- Nr. 42c [22b]. Arie (Lisetta, Cecco): „Se lo comanda“ – „Der Kaiser will es“
- Nr. 43. Rezitativ (Bonafede, Cecco): „Eccelso imperator“ – „Durchlauchtigster Gebieter“

11. Szene
- Nr. 44 [23]. [Balletto]
- Nr. 45. Rezitativ (Bonafede, Flaminia, Clarice, Cecco, Ernesto): „Figlie, mie care figlie“ – „Kinder, geliebte Kinder“
- Nr. 46 [24]. Arie (Flaminia): „Se la mia stella“ – „Da mir beschieden“

12. Szene
- Nr. 47. Rezitativ (Clarice, Cecco, Ecclitico, Bonafede): „Mia sorella sta bene“ – „Wie beneid‘ ich Flaminia“
- Nr. 48 [25]. Arie (Clarice): „Quanta gente che sospira“ – „Wie bemühen sich die Leute“

13. Szene
- Nr. 49. Rezitativ (Lisetta, Cecco, Bonafede): „Ed io son stata qui“ – „Ganz unnütz schein’ ich hier“

14. Szene
- (Rezitativ) (Ecclitico): „Ecco già preparato“ – „Ehrwürd’ger Bräuche Gewöhnung“

15. Szene
- Nr. 50 [26]. Finale [II] (Lisetta, Ernesto, Ecclitico, Cecco, Bonafede): „Al comando tuo lunatico“ – „Dero Mondheit allerhöchster Wink“

16. Szene
- (Finale) (Clarice, Flaminia, Lisetta, Ernesto, Ecclitico, Cecco, Bonafede): „A questa coppia amabile“ – „Dem Paar so schön und anmutreich“

Dritter Akt
- Nr. 51 [27]. Sinfonia [Intermezzo]

1. Szene
- Nr. 52. Rezitativ (Bonafede, Ecclitico, Ernesto, Cecco): „Voglio sortir, cospetto!“ – „Ich will hinaus, zum Teufel!“

2. Szene
- (Rezitativ) (Clarice, Ecclitico): „Sposino“ – „Geliebter!“
- Nr. 53 [28]. Duett (Clarice, Ecclitico): „Un certo ruscelletto“ – „Ein Bächlein fühl’ ich fließen“

Letzte Szene
- Nr. 54. Rezitativ (Bonafede, Clarice, Flaminia, Cecco, Ernesto, Ecclitico, Lisetta): „Vien qui, figlia, m’abbraccia“ – „So komm, Tochter, umarme mich!“
- Nr. 55 [29]. Finale [III] (Clarice, Flaminia, Lisetta, Ernesto, Ecclitico, Cecco, Bonafede): „Dal mondo della luna“ – „Dir, Welt dort auf dem Monde“

Anhang
- Nr. 5. Rezitativ (Ecclitico): „Olà, Claudio, Pasquino“ – „Holla, Claudio, Pasquino“
- Nr. 6a
- Nr. 6b. Rezitativ (Ecclitico, Bonafede): „Il signor Bonafede“ – „Der Signor Bonafede“
- Nr. 6c. Cavatina (Bonafede): „Ho veduto una ragazza“ – „Eine junge reizende Schöne“
- Nr. 6d. Rezitativ (Ecclitico): „Se una ragazza“ – „Wenn eine Junge“
- Nr. 6e
- Nr. 6f. Rezitativ (Bonafede, Ecclitico): „Ho veduto, ho veduto“ – „Ach, was hab ́ ich gesehen“
- Nr. 6g. Cavatina (Bonafede): „Ho veduto un buon marito“ – „Eben sah ich einen Braven“
- Nr. 6h. Rezitativ (Ecclitico): „Volesse il ciel“ – „Der Himmel geb’“
- Nr. 6i
- Nr. 6j. Rezitativ (Bonafede, Ecclitico): „Oh questa assai mi piace!“ – „Oh, das gefällt mir sehr gut“
- Nr. 6k. Cavatina (Bonafede): „Ho veduto dall‘amante“ – „Ja, ich sah, wie der Geliebte“
- Nr. 9. Rezitativ (Ecclitico, Ernesto, Cecco): „Io la caccia“ – „Meine Absicht“
- Nr. 13. Rezitativ (Cecco): „Qualche volta il padron“ – „Ab und zu ist mein Herr“
- Nr. 14. Arie (Cecco): „Mi fanno ridere“ – „Die Armen dauern mich“
- Nr. 15. Rezitativ (Clarice, Flaminia): „Eh venite, germana“ – „Kommt nur, kommt, liebe Schwester“
- Nr. 16. Arie (Flaminia): „Ragion nell’alma siede“ – „Vernunft regiert die Seele“

## Werkgeschichte

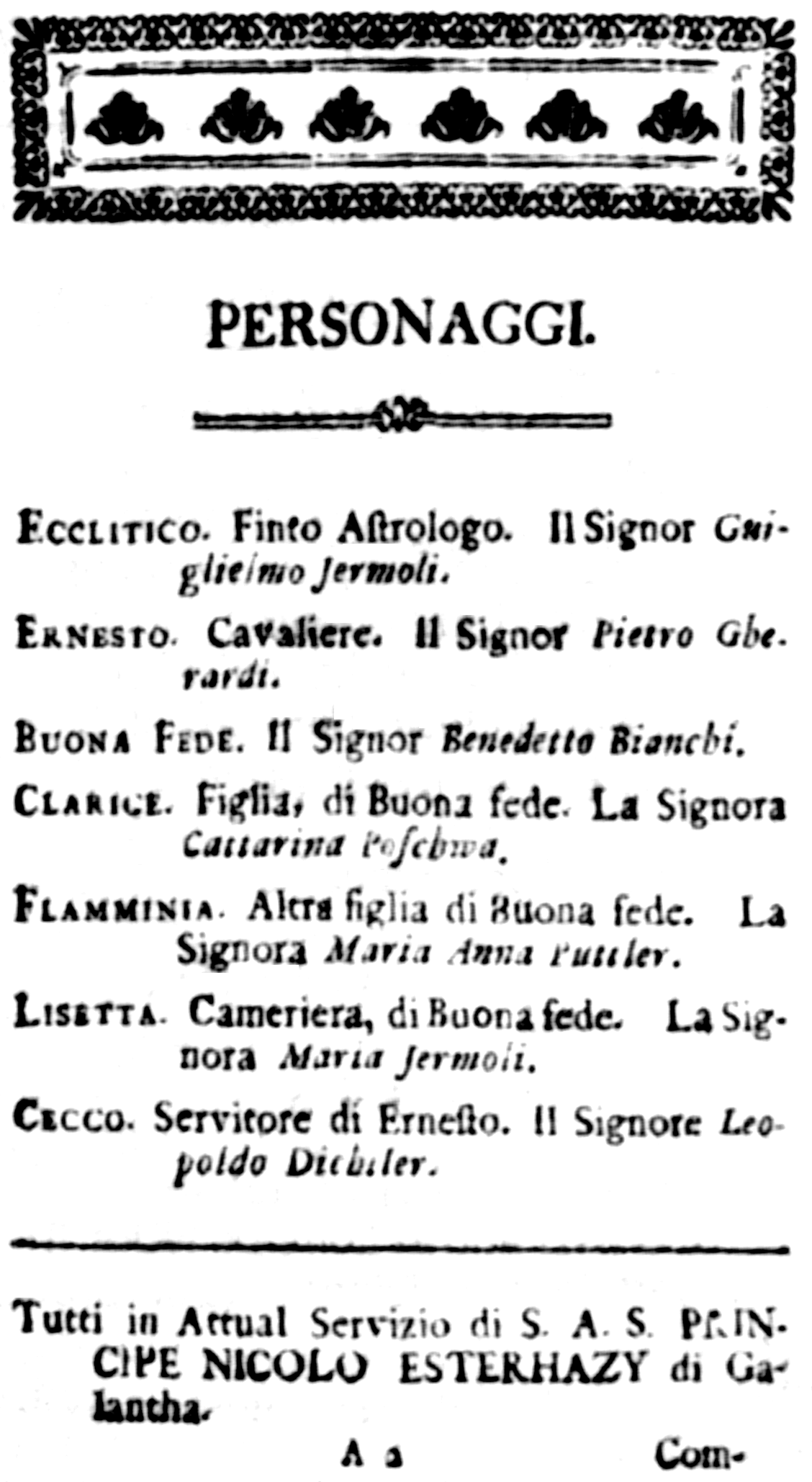
Personenliste aus dem Libretto, Esterhazy 1777

Joseph Haydn komponierte diese Oper anlässlich der Hochzeit des Grafen Nikolaus Esterházy, einem Sohn seines Arbeitgebers Nikolaus I. Joseph Esterházy, mit Maria Anna Gräfin Weißenwolf. Das Libretto stellte ein unbekannter Bearbeiter aus verschiedenen Fassungen von Carlo Goldonis Libretto Il mondo della luna zusammen, das dieser ursprünglich für eine 1750 aufgeführte Oper von Baldassare Galuppi geschrieben hatte (→ Il mondo della luna). Der von Haydn vertonte Text entspricht bis II/13 dem Original von 1750. Ab II/14 folgt es der von Gennaro Astarita vertonten Fassung (Venedig 1775). Das Finale des dritten Akts hingegen ist neu. Möglicherweise verfasste es Karl Friberth, ein Sänger des Ensembles auf Schloss Esterháza. Weitere Vertonungen von Goldonis Libretto stammen von Florian Leopold Gassmann (Pressburg 1761), Niccolò Piccinni (Neapel 1762, Rom 1765 als Il finto astrologo), Pedro Avondano (Lissabon 1765), Michele Neri Bondi (Florenz 1790) und Marcos António Portugal (Lissabon 1791, als O lunático iludido). Giovanni Paisiello verarbeitete das Sujet vier Mal: La luna abitata (Neapel 1768, Text von Giovanni Battista Lorenzi mit neapolitanischen Charakteren), Il credulo deluso (Neapel 1774, nach Goldonis Text), eine einaktige festa teatrale (Bolschoi-Theater Sankt Petersburg 1783) und eine gekürzte zweiaktige Fassung von Il credulo deluso mit dem Titel Il mondo della luna (Neapel 1784, Bearbeitung von Marco Coltellini).
Die Quellenlage ist komplex. Es gibt eine teilautografe Abschrift des vollständigen Werks aus dem 18. Jahrhundert und verschiedene unterschiedliche autografe Fassungen einzelner Teile, von denen zwar die zeitliche Reihenfolge, nicht aber das genaue Datum bekannt ist. Teilweise könnten sie aufgrund der Umbesetzung von Lisetta und Ecclitico bereits vor der Uraufführung entstanden sein. Auch eine Überarbeitung für eine geplante Wiederaufnahme könnte einen Anlass geboten haben. Die letzte Version von Flaminias Arie „Ragion nell‘alma siede“ (Nr. 16, I:7) ist möglicherweise eine Konzertfassung. Manche Änderungen wie diejenigen für Buonafedes Reihe von Cavatinen in I:1 könnten auch aus künstlerischen Gründen gemacht worden sein. Die Instrumentalvorspiele des zweiten und dritten Akts wurden vermutlich nachträglich ergänzt. Die Partien von Ecclitico, Ernesto und Lisetta waren ursprünglich im Alt-, Tenor- und Sopranschlüssel notiert, doch die Stimmlagen der beiden Männerrollen wurden anschließend getauscht, und die Partie der Lisetta niedriger gesetzt.
Die erste belegte Aufführung fand am 3. August 1777, dem Hochzeitstag des Grafenpaares, statt. Möglicherweise gab es aber bereits Aufführungen im Juli. Da vorwiegend italienische Sänger zum Einsatz kamen, gehörte dieses Werk offenbar zum regulären Betrieb des Opernhauses von Schloss Eszterháza. Laut Angabe im Libretto waren als Sänger Guglielmo Jermoli (Ecclitico), der Kastrat Pietro Gherardi (Ernesto), Benedetto Bianchi (Buonafede), Katharina Poschwa (Clarice), Marianna Puttler (Flaminia), Maria Jermoli (Lisetta) und Leopold Dichtler (Cecco) vorgesehen. Da Maria und Guglielmo Jermoli allerdings Ende Juli kündigten, ist unklar, wer die Rollen von Lisetta und Ecclitico letztlich sang. In der Verkleidungsszene des zweiten Akts trug der Darsteller des Ernesto als Hesperos das Kostüm des Orfeo aus Glucks Orfeo ed Euridice, die im Vorjahr auf Esterháza gezeigt worden war.
Da es offenbar bei dieser einen Produktion blieb, verwertete Haydn einige Stücke später in anderen Kompositionen. Eine veränderte Fassung der Ouvertüre nutzte Haydn als ersten Satz seiner 63. Sinfonie („La Roxelane“, 1778/1779). Der Instrumentalsatz Nr. 44 (II/11) erschien in einer um 1782/83 entstandenen Konzertfassung der Ouvertüre seiner Oper La vera costanza (1779) und zusammen mit fünf anderen Sätzen des zweiten Akts in einigen Trios für Flöte, Violine und Violoncello (Hob. IV:6, 7, 8, 10 und 11, 1784). Eine Variante von Ernestos Arie „Qualche volta non fa male“ (Nr. 37, II:6) wurde zum Benedictus seiner Missa Cellensis von 1782. Der zweite Teil des Duetts „Un certo ruscelletto“ (Nr. 53, III:2) erschien leicht bearbeitet im Duett „Cara, sarò fedele“ am Ende des ersten Akts seiner Oper Armida (1784). Flaminias Arie „Se la mia stella“ (Nr. 46, II:11) tauchte mit dem deutschen Text „Dir der Unschuld Seligkeit“ in einer Bearbeitung seiner Marionetten-Oper Philemon und Baucis auf.
Erfolgreich wurde das Werk erst nach einer Produktion des Mecklenburgischen Staatstheaters Schwerin zu Haydns 200. Geburtstag im Jahr 1932. Hierfür erstellte Mark Lothar eine grundlegende Überarbeitung in einem Vorspiel und zwei Akten, die auch Stücke aus anderen Opern Haydns und seinen Instrumentalwerken enthält. Die deutsche Übersetzung stammte von Wilhelm Michael Treichlinger und Mark Lothar. Diese Fassung wurde anschließend auch an anderen Häusern gespielt, z. B. 1932 an der Hochschule für Musik Berlin und 1933 in Basel, aber auch noch 1953 an der Wiener Kammeroper.
Eine originalgetreuere Bearbeitung von H. C. Robbins Landon nach der Abschrift des 18. Jahrhunderts erschien 1958. In dieser Fassung ist für die Partie des Ernesto ein Bariton anstelle eines Alt vorgesehen. Sie wurde nach einer Radioübertragung der ersten beiden Akte durch die RAI erstmals 1959 beim Holland Festival unter Carlo Maria Giulini aufgeführt und anschließend beim Festival d’Aix-en-Provence (ebenfalls 1959) sowie in Österreich, Deutschland England und Italien gespielt. Bei den Salzburger Festspielen 1959 wurde eine deutsche Übersetzung von Hans Swarowsky gesungen. Ein Grund für die Beliebtheit der Produktionen dieser Zeit dürfte der Start des ersten Sputnik-Satelliten zwei Jahre zuvor gewesen sein.
Eine quellenkritische Partitur wurde 1979–1982 im Rahmen der Haydn-Gesamtausgabe herausgegeben. Sie enthält sämtliche von Haydn selbst stammenden Fassungen.
Weitere nachweisbare Produktionen sind:
- 1949: Greenwich Mews Playhouse New York – US-Premiere.[12]
- 1951: Scala Theatre London – UK-Premiere; London Opera Club.[12]
- 1960: St Pancras Town Hall London – UK-Premiere der authentischen Fassung; Group Eight Productions.[12]
- 1960: Staatsoper Unter den Linden Berlin – Eigenfassung.[11]
- 1971: Musikhochschule Hamburg.[11][13]
- 1974: Berlin.[14]
- 1979: Hildesheim.[15]
- 1989: Hamburg.[16]
- 1993: Opera della Luna – The English Players; auch 2006 beim Iford Festival und 2009 an der Opera East.[17]
- 1995: Stuttgarter Kammertheater – neue Bearbeitung.[18]
- 2001: Innsbrucker Festwochen der Alten Musik – Inszenierung: Karline Gruber.[4]
- 2002: Gelsenkirchen.[19]
- 2009: Wien.[20]
- 2016: Kammeroper München – Neudichtung und Regie: Dominik Wilgenbus; 2016 beim Stadttheater Aschaffenburg, 2019 im Schloss Tabor und in der Rhein-Sieg-Halle Siegen im Rahmen des Beethovenfestes Bonn.[21][22][23]
- 2022: Bampton Classical Opera – neue englische Übersetzung mit dem Titel Fool Moon als Wortspiel auf „Full Moon“ (Vollmond).[24]

## Aufnahmen
- 28. August 1959 – Bernhard Conz (Dirigent), Georg Reinhardt (Inszenierung), Wiener Philharmoniker.
 Cesare Curzi (Ecclitico), Ernst Gutstein (Ernesto), Oskar Czerwenka (Buonafede), Dodi Protero (Clarice), Anneliese Rothenberger (Flaminia), Cora Canne-Meijer (Lisetta), Ferry Gruber (Cecco).
 Live aus Salzburg.
 Melodram LP: MEL707(3).[25]:6901
- September 1977 – Antal Doráti (Dirigent), Orchestre de Chambre de Lausanne, Chœurs du Radio Suisse Romande.
 Luigi Alva (Ecclitico), Lucia Valentini Terrani (Ernesto), Domenico Trimarchi (Buonafede), Edith Mathis (Clarice), Arleen Augér (Flaminia), Frederica von Stade (Lisetta), Anthony Rolfe Johnson (Cecco).
 Studioaufnahme.
 Philips CD 432 420 2, Philips LP: 6769 003.[25]:6902
- 1979 – Bruno Nicolai (Dirigent).
 Ugo Benelli (Ecclitico), Angelo Romero (Ernesto), Mario Chiappi (Buonafede), Carmen Lavani (Clarice), Emilia Ravaglia (Flaminia), Benedetta Pecchioli (Lisetta), Ernesto Palacio (Cecco).
 Video; vom Festival fantascientifico Benevento.[26]
- 10. August 2001 – René Jacobs (Dirigent), Karoline Gruber (Inszenierung), Akademie für Alte Musik Berlin.
 Kobie van Rensburg (Ecclitico), Patricia Risley (Ernesto), Enzo Capuano (Buonafede), Elisabeth Scholl (Clarice), Iridé Martinez (Flaminia), Silvia Tro Santafé (Lisetta), Scot Weir (Cecco).
 Video; live aus Innsbruck; vollständig, mit zusätzlichem Duett Ernesto/Flaminio vor dem Finale des dritten Akts.[25]:6903
- 2009 – Nikolaus Harnoncourt (Dirigent), Tobias Moretti (Inszenierung), Concentus Musicus Wien.
 Bernard Richter (Ecclitico), Vivica Genaux (Ernesto), Dietrich Henschel (Buonafede), Christina Landshamer (Clarice), Anja-Nina Bahrmann (Flaminia), Maite Beaumont (Lisetta), Markus Schäfer (Cecco).
 Video; live aus dem Theater an der Wien.
 C Major 703604 (Blu-Ray, DVD).[27]
- 2014 – Jérémie Rhorer (Dirigent), Emilio Sagi (Inszenierung), Le Cercle de l’Harmonie, Chor der Opéra de Monte-Carlo.
 Philippe Do (Ecclitico), Giuseppina Bridelli (Ernesto), Roberto De Candia (Buonafede), Hélène Le Corre (Clarice), Alessandra Marianelli (Flaminia), Annalisa Stroppa (Lisetta), Mathias Vidal (Cecco).
 Video; live aus der Opéra de Monte-Carlo.
 Webcast.[28]